# Schuyler Colfax
Pour les articles homonymes, voir Colfax.
 (octobre 2023).
Si vous disposez d'ouvrages ou d'articles de référence ou si vous connaissez des sites web de qualité traitant du thème abordé ici, merci de compléter l'article en donnant les références utiles à sa vérifiabilité et en les liant à la section « Notes et références ».
Schuyler Colfax, né le 23 mars 1823 à New York et mort le 13 janvier 1885 à Mankato (Minnesota), est un homme d'État américain. Membre du Parti républicain, il est représentant de l'Indiana entre 1855 et 1869, président de la Chambre des représentants entre 1863 et 1869 puis vice-président des États-Unis entre 1869 et 1873 dans l'administration du président Ulysses S. Grant.

## Biographie
En 1836, il accompagne ses parents dans l'Indiana[réf. souhaitée].
Correspondant judiciaire pour l'Indiana State Journal, il commence sa carrière politique au sein du Parti whig[réf. souhaitée].
Membre de la convention constitutionnelle de l'État en 1850, il échoue dans sa tentative de se faire élire à la Chambre des représentants[réf. souhaitée].
Rallié au Parti républicain après un passage chez les Know Nothing, il est finalement élu en 1855 à la Chambre des représentants, où il siège jusqu'en 1869, et dont il est le président à partir de 1863. Colfax est identifié au Congrès comme un Républicain radical et un opposant énergique à l'esclavage[réf. souhaitée].
En 1868, il est élu vice-président des États-Unis sur le ticket républicain dirigé par le général Ulysses S. Grant[réf. souhaitée].
Il exerce cette fonction du 4 mars 1869 au 3 mars 1873. Ayant compté parmi les « députés du chemin de fer », qui recevaient des compagnies ferroviaires des actions quasi-gratuites et adaptaient la loi à leurs intérêts (privatisations, subventions, etc.), il est éclaboussé par le scandale et échoue à obtenir une nouvelle investiture en 1872 pour le second mandat de Grant[réf. souhaitée].
Il meurt le 13 janvier 1885 à Mankato (Minnesota), et est enterré au cimetière de South Bend (Indiana)[réf. souhaitée].